# Aquilegia pyrenaica
Aquilegia pyrenaica là một loài thực vật có hoa trong họ Mao lương. Loài này được DC. mô tả khoa học đầu tiên năm 1805.

## Hình ảnh

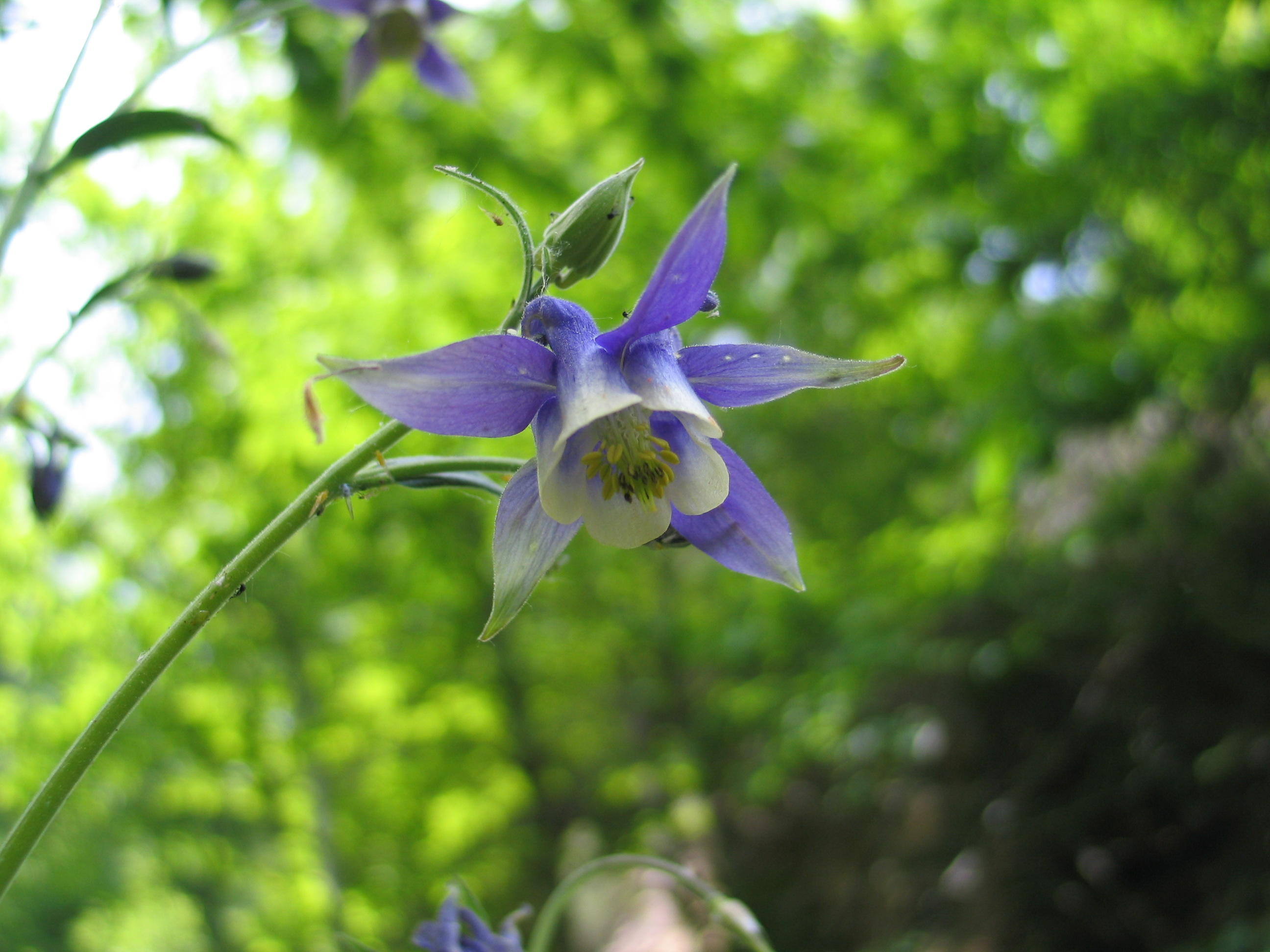
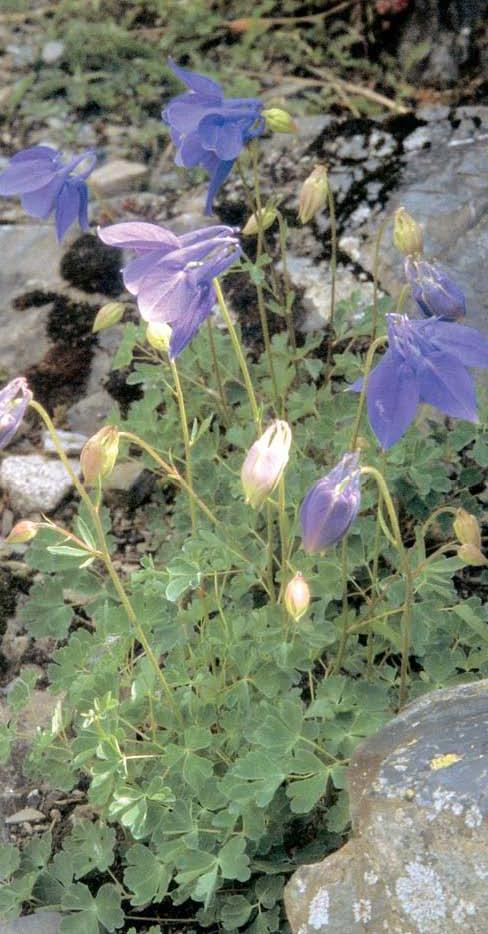
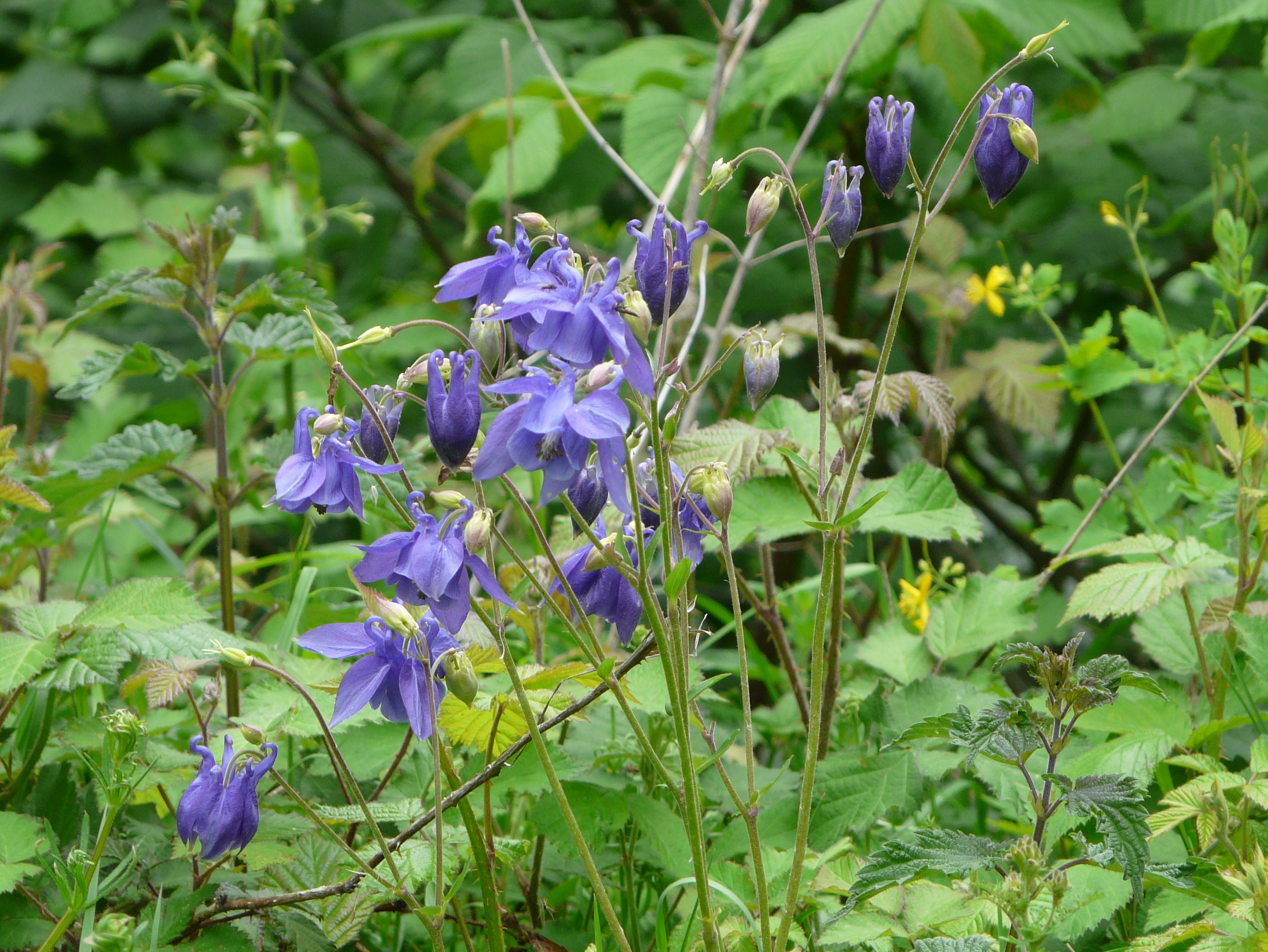
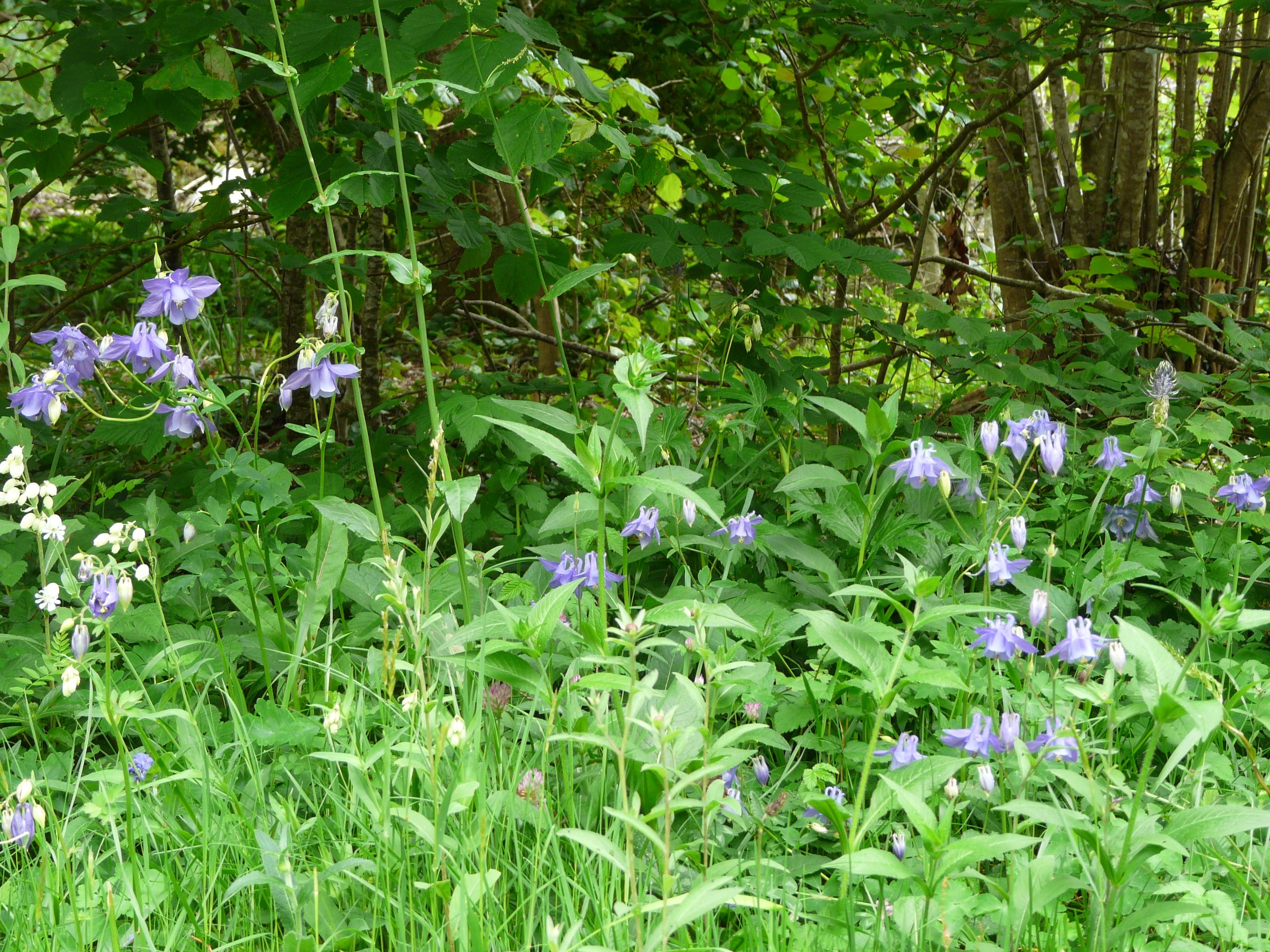